# Khalid bin Bandar Al Sa'ud
Khālid bin Bandar Āl Saʿūd (in arabo الأمير خالد بن بندر بن عبد العزيز آل سعود‎?; 16 marzo 1951) è un principe, generale e politico saudita, membro della famiglia reale Āl Saʿūd.

## Primi anni di vita
Il principe Khalid bin Bandar è nato il 16 marzo 1951. È il terzo figlio del principe Bandar. Sua madre è Mashael bint Mohammed bin Sa'ud bin Abdul Rahman Al S'aud. Il principe si è laureato alla Royal Military Academy di Sandhurst. Ha poi conseguito un master in scienze militari, ha partecipato a corsi fondamentali per ufficiali in Arabia Saudita e negli Stati Uniti ed è stato coinvolto in diversi esercizi di campo.

## Carriera
Khalid bin Bandar è stato un alto comandante militare della Reale Forza Terrestre saudita. Ha iniziato il servizio militare presso il primo battaglione della quarta brigata corazzata. In seguito ha lavorato come ufficiale operativo nel comando delle forze corazzate, poi è stato promosso a vice comandante della stessa. Ha servito nella terza armata dell'esercito nei primi anni '80. È diventato generale nel 1997, ed è stato nominato vice comandante dell'esercito. È stato promosso al grado di tenente generale nel maggio 2011. Poi ha servito come comandante della forza armata. Ha mantenuto il ruolo fino al febbraio 2013 quando è stato nominato governatore della provincia di Riyad. Ha fatto diverse visite e ha partecipato a incontri con commissioni estere volte ad aumentare la cooperazione tra l'Arabia Saudita e gli altri paesi.
Ha partecipato alla liberazione del Kuwait del 1991 (operazioni Desert Shield e Desert Storm) ed è stato incaricato di partecipare all'Operazione Scudo Meridionale contro gli Huthi, nel conflitto del 2009.
Il 14 febbraio 2013, il principe Khalid è stato nominato governatore della provincia di Riyad, al posto del defunto principe Sattam. Il suo vice è stato il principe Turki bin Abd Allah, anche lui nominato il 14 febbraio.
Il 14 maggio 2014 è stato nominato vice ministro della difesa in sostituzione del principe Salman bin Sultan. Il suo vice, Turki bin Abd Allah, è stato nominato governatore della provincia di Riyad lo stesso giorno.
Il 30 giugno 2014 il principe Khalid è stato nominato direttore generale della Presidenza Generale dell'Intelligence. Il suo mandato si è conclusa il 29 gennaio 2015 quando è stato sostituito da Khalid bin Ali Al Humaidan  e nominato consigliere del nuovo re Salman.

## Vita personale
Il principe Khalid è sposato con la principessa Mashael bint Mohammed bin Sa'ud bin Abdul Rahman Al Sa'ud e ha sei figlie: Noura, Haya, Anoud (moglie del principe Salman bin Sa'ud bin Salman bin Mohammed Al Sa'ud), Sara (moglie del principe Sa'ud bin Miteb bin Mohammed Al Sa'ud), Najla e Nouf.